# Heino Weiprecht
Heino Weiprecht, auch Ernst-Heinz Weiprecht (* 26. Dezember 1912 in Markranstädt; † 18. Dezember 1988) war ein deutscher Politiker (SED). Er war langjähriger Staatssekretär im Ministerium für Verkehrswesen der DDR.

## Leben
Weiprecht schloss sich der Sozialistischen Einheitspartei Deutschlands (SED) an und wurde nach Gründung der DDR im Regierungsapparat tätig. Nach der Auflösung des Ministeriums für Verkehr und der Bildung des Ministeriums für Eisenbahnwesen und der Staatssekretariate für Schifffahrt sowie für Kraftverkehr und Straßenwesen im April 1953 wurde er zunächst Leiter der Hauptverwaltung Straßenwesen im Staatssekretariat für Kraftverkehr und Straßenwesen. Am 29. Oktober 1953 wurde er von Ministerpräsident Otto Grotewohl zum Staatssekretär für Kraftverkehr und Straßenwesen mit eigenem Geschäftsbereich ernannt.
Im November 1954 wurden die drei Behörden wieder im Ministerium für Verkehrswesen zusammengefasst und Weiprecht stellvertretender Minister, dann Staatssekretär und 1. Stellvertretender Minister. Gleichzeitig war er Stellvertreter des Generaldirektors der Deutschen Reichsbahn. Weiprecht wurde 1957 Vizepräsident des Allgemeinen Motorsportverbandes der DDR (ADMV) und im Dezember 1958 Vorsitzender der ständigen Arbeitsgruppe für Schifffahrt der Teilnehmerstaaten des Rates für Gegenseitige Wirtschaftshilfe (RGW).
Am 1. August 1977 wurde er aus Altersgründen von seinem Amt als 1. Stellvertretender Minister entbunden und von Volkmar Winkler abgelöst. Er blieb aber weiter Staatssekretär im Ministerium für Verkehrswesen und war Präsident der Arbeitsgemeinschaft zur Förderung und Entwicklung des internationalen Straßenverkehrs. Er war auch Mitglied des Senats der Hochschule für Verkehrswesen in Dresden und Mitglied des Sekretariats der SED-Kreisleitung der Zentralen Organe des Verkehrswesens.
Weiprecht starb im Alter von 75 Jahren. Seine Urne wurde auf dem Zentralfriedhof Berlin-Friedrichsfelde in der Gräberanlage für Opfer des Faschismus und Verfolgte des Naziregimes beigesetzt.

## Auszeichnungen
- 1959 Ehrentitel Verdienter Eisenbahner der Deutschen Demokratischen Republik
- 1962 Vaterländischer Verdienstorden in Bronze, 1972 in Silber und 1977 in Gold
- 1983 Ehrenspange zum Vaterländischen Verdienstorden in Gold